# Shomu Sasaki
Shomu Sasaki (Japans: 佐々木 翔夢) (11 februari 2006) is een Japanse langebaanschaatser. Bij de wereldbekerfinale van het seizoen 2023/2024 in Quebec won Sasaki de massastart. Doordat Sasaki op dat moment 17 jaar oud was, is hij de jongste man die een wereldbekerwedstrijd won. Sasaki nam dit record over van Jordan Stolz.

## Records

### Persoonlijke records
| Afstand     | Tijd     | Datum            | Baan           |
| ----------- | -------- | ---------------- | -------------- |
| 500 meter   | 35,43    | 9 maart 2024     | Inzell         |
| 1000 meter  | 1.11,36  | 19 november 2022 | Obihiro        |
| 1500 meter  | 1.44,36  | 10 maart 2024    | Inzell         |
| 3000 meter  | 3.45,44  | 4 februari 2023  | Inzell         |
| 5000 meter  | 6.15,84  | 28 januari 2024  | Salt Lake City |
| 10000 meter | 13.30,93 | 26 januari 2025  | Calgary        |

(laatst bijgewerkt: 26 januari 2025)

## Resultaten
| Jaar | WK Allround          | WK Afstanden                    | Wereldbeker                         | WK Junioren                                           |
| ---- | -------------------- | ------------------------------- | ----------------------------------- | ----------------------------------------------------- |
| 2022 |                      |                                 |                                     | 16e 1500m · 4e 5000m · 10e massastart · achtervolging |
| 2023 |                      |                                 |                                     | 4e 1500m · 5e 5000m · 4e massastart · achtervolging   |
| 2024 | NC9 · (, 16e, 9e, -) | 11e 5000m 16e massastart        | 38e 5k/10 19e massastart            |                                                       |
| 2025 |                      | 13e massastart 4e achtervolging | 42e 1500m 30e 5k/10k 15e massastart |                                                       |

(#, #, #, #) = afstandspositie op allroundtoernooi (500m, 5000m, 1500m, 10000m).